# Porsgrunn
Porsgrunn é uma comuna da Noruega, com 213 km² de área e 35 800 habitantes (censo de 2015).
1. ↑  «Porsgrunn clima ☀️ Temperatura da água 💧 Melhor época para visitar». www.quandoir.com.br. Consultado em 21 de fevereiro de 2023
2. ↑  «Porsgrunn · Población». poblacion.population.city. Consultado em 21 de fevereiro de 2023